# KTV
KTV var ett barnprogram i Filmnet som startade den 1 januari 1993 och sändes fram till 11 januari 1997. Programmet visade bland annat tecknade TV-serier. Till exempel visades Dog City, Långbens galna gäng, Biker Mice from Mars  , de TV-spelsrelaterade serierna Adventures of Sonic the Hedgehog, Captain N: The Game Master och Legenden om Zelda, en animerad serie om TV-spelsserien Sonic, samt en tecknad serie om The Super Mario Bros. Super Show!. Annat som visades var bland annat Änglahund och Den lilla sjöjungfruns äventyr. Bland anime-serier visades bland annat Sherlock Hund.

### Fotnoter
1. ↑  ”K-TV”. Svensk mediedatabas. http://smdb.kb.se/catalog/search?q=K-TV+typ%3Atv&sort=OLDEST. Läst 19 juli 2016.